# 孟帕亚县
孟帕亚县，又译孟别县，缅甸旧县名，位于缅甸掸邦。2014年11月，孟帕亚县被废除，整体并入大其力县。
北京时间2011年3月24日21点38分，该地区发生了M7.2级地震，并伴有人员伤亡。

## 行政区划
2014年，孟帕亚县下辖孟帕亚镇区和勐永镇区2个镇区和554个村。